# Tropical-Rouge! Pretty Cure
 (février 2022).
Si vous disposez d'ouvrages ou d'articles de référence ou si vous connaissez des sites web de qualité traitant du thème abordé ici, merci de compléter l'article en donnant les références utiles à sa vérifiabilité et en les liant à la section « Notes et références ».
Tropical-Rouge! Pretty Cure (トロピカル〜ジュ！プリキュア, Toropikarūju! Purikyua) est une série d'animation japonais de magical girl produit par Toei Animation. Il s'agit de la troisième serie Pretty Cure sortie durant l'ère Reiwa et du dix-huitième volet de la franchise, mettant en vedette la seizième génération de Pretty Cures. La série est diffusée sur l'ensemble du reseau All-Nippon News Network dont ABC et TV Asahi au Japon du 28 février 2021 au 30 janvier 2022, succédant à Healin' Good♥Pretty Cure dans son créneau horaire initial. Elle a ensuite été remplacée par Delicious Party♡Pretty Cure le 6 février 2022. Le thème principal de la série est la mer, les activités et les importances.

## Intrigue
Manatsu Natsûmi commence sa première année au collège dans la ville au printemps ! Le jour où elle a déménagé à La Ville d'Aozora, Manatsu a découvert un secret dans l'océan. Ce secret porte le nom de « Laura », et elle est en faite… une sirène ! Dans l'océan, il y a un royaume de sirènes nommée « Le Grand Océan », Mais subitement, une « sorcière démotivante » qui réside dans les profondeurs les plus sombres de l'océan, a privé Le Grand Océan de son « pouvoir motivant » . Depuis maintenant, personne au Grand Océan ne se sent plus motivé. Et ça sera horrible si la motivation soit aussi enlevée du monde humain… ! C'est pourquoi Laura est venue seule à la surface pour trouver les guerrières légendaires, Precure ! Mais un serviteur de cette sorcière maléfique est également remonté à la surface et a capturé Laura ! Maintenant, la chose la plus importante à faire pour Manatsu est… d'utiliser sa motivation pour se transformer tropicalement avec le pouvoir du maquillage ! Elle se transforme en l'une des guerrières légendaires, Cure Summer !Même si nous sommes Precure, à l'école, ou que nous faisons des activités de club, Devenons tous tropical !

## Personnages
Manatsu Natsuumi / Cure Summer
Voix japonaise : Fairouz Ai
Sango Suzumura / Cure Coral
Voix japonaise : Miyuri Hanamori
Minori Ichinose / Cure Papaya
Voix japonaise : Yui Ishikawa
Asuka Takizawa / Cure Flamingo
Voix japonaise : Asami Seto
Laura / Cure La Mer
Voix japonaise : Rina Hidaka